# 月面反射通信
月面反射通信（げつめんはんしゃつうしん、英語: Earth-Moon-Earth, EME）とは、地上の各々の無線局が月にアンテナを向け電波を発射し、その反射を利用して行う無線通信である。反射する電波は微弱であり事業用通信としての実用性は全くなく、冷戦期に他陣営の通信を月面反射波を用いて傍受することが行われていた他は、アマチュア無線家が趣味として実施する程度に留まっている。

## 技術
月面の反射係数が非常に低く（最大で12%、通常7%程度）、そして往復約77万km以上の極端な経路損失（パス・ロス）（VHF-UHFバンドを使用し、変調型式およびドップラー偏移結果に依存するが約250-310dB程度）があるため、空中線電力100W以上の送信機、高感度の受信機、スタックした八木アンテナまたはパラボラアンテナなどの20dB以上の高利得かつ指向性の高いアンテナを要する。

## 通信方法および特質
通常のCQ呼出しではなく、スケジュールQSOの形式となり、減衰が激しいためEME通信専用の用語を使ったモールス符号を用いて行われることが多く、狭帯域デジタルが使われることもある。
EMEが許可される周波数帯は、総務省告示アマチュア業務に使用する電波の型式及び周波数の使用区別により50MHz帯、144MHz帯、430MHz帯、1200MHz帯、2400MHz帯、5600MHz帯、10.4GHz帯である。各周波数帯の特徴はアマチュア無線の周波数帯を参照のこと。
総務省訓令「電波法関係審査基準」の範囲（通例50MHz帯で1kW、144MHz帯以上で500W）を超える空中線電力で送信する場合、総務省総合通信基盤局の許可（放送局に出るものと同じで大臣名義になる、いわゆる「本省決裁」）を要する。また、電波防護計算書等の提出、予備免許を受け近隣への電波障害の確認などを行った後に落成検査を受けなければならないなど、準備に多大な手間と期間がかかる。

## 電波型式
周波数帯ごとに次のような電波型式が用いられる。
- CW (A1A)
  - 50MHz帯、144MHz帯、430MHz帯、1200MHz帯
- 狭帯域デジタル(F1D)
  - JT65A（50MHz帯）
  - JT65B（144MHz帯、430MHz帯）
  - JT65C（1200MHz帯）
- SSB (J3E)
  - 430MHz帯、1200MHz帯、2400MHz帯、5600MHz帯

## 歴史
- 1928年 アメリカ海軍研究所 (NRL) で月面反射エコー検出の試み [1]
- 1946年3月 アメリカ陸軍信号軍団がレーダーの月面反射波を確認 [1]（111.5MHz、3kW、24dBのアンテナ使用 [2]）
- 1951年10月21日、NRLはメリーランド州スタンプネックの地形固定67 × 80 m楕円パラボラから198MHzにて10マイクロ秒のパルスを750Wで送信。受信はレーダーアンテナ。予想より受信パルスの変形が小さく、月の1/10の直径の範囲（直径338km）からのみの反射と推定。 [1]
- 1953年 アマチュア無線局W4AOとW3GKPによる144MHz電波の月面反射波検出。[3]
- 1954年7月24日、初めての人声によるEMEループ通信がNRLのJames H. Trexlerによって成功する[1]
- 1955年11月29日、太平洋標準時23時51分、NRLはスタンプネックのパラボラアンテナ施設から301MHzで送信したテレタイプ信号の、サンディエゴでの受信テストに成功。[1]
- 1956年1月23日、NRLはオアフ島ワヒアワにて300MHz、10kWのテレタイプ信号をSK-2レーダー受信機で受信。[1]
- 1960年1月 米海軍のCommunication Moon Relay通信システム正式稼動。1月28日には開所セレモニーでホノルルからワシントンDCへ空母ハンコック上の人文字の航空写真が月経由で送信された。送信所はメリーランド州アナポリスとオアフ島オパナで直径28mの可動パラボラアンテナに400MHzの100kW送信機。受信所はメリーランド州チェルテンハムとオアフ島ワヒアワ。モードは写真ファクシミリとテレタイプ（16台並列60 words / min）。[1]
- 1960年7月17日、W1BUとW6HB間でアマチュア無線による初めてのEME通信。局はカリフォルニア州サンカーロスのEimac Radio Club、W6AYとマサチューセッツ州のRhododendron Swamp VHF Society、W1BU[4]。周波数は1296MHz。
- 1960年 エコー (人工衛星)
- （1960年前後） NRLがウエストバージニア州シュガーグローブの海軍施設に直径600フィートの月面反射可動ディッシュアンテナを企画。1980年代に部材が通信衛星傍受施設に転用された。同時期にはロケットで酸化アルミニウムと硝酸セシウムを散布して反射波により電波情報を得る人工流星バースト通信実験が米国南西部で実施され1時間反射が得られた[5]。
- 1961年12月15日、NRLの情報収集船Oxford号は初めて月面反射通信を受信した船舶となった[6]。直径5mの可動パラボラアンテナ使用。1962年には1kWへの出力増強で双方向通信が可能となった[1]。実際にはシステムは実用に耐えなかったという[5]。
- 1962年 テルスター衛星、リレー1号。ケネディ大統領暗殺事件の画像を中継した衛星。中継地上局だったKDDI茨城衛星通信センターは2007年3月16日に閉鎖され、その直後32mディッシュが[7]臨時運用に使われた。ケネディ画像に使われたのは22m[8]。
- 1963年11月22日、Oxford号の後継Muller号はケネディ大統領暗殺の日にもMoon Relayシステムを使用した[5]。
- 1964年 シンコム3静止通信衛星（東京オリンピックの画像を中継）
- 1965年 OSCAR-3 能動型アマチュア衛星
- （1960年代） 国防高等研究計画局の資金補助で建設されたアレシボ天文台を使用してNSAがソ連のレーダー電波を月面反射で受信[5]。
- 1967年 直径16フィートの月面反射通信アンテナを備えた情報収集船リバティー号がイスラエル軍に攻撃された (リバティー号事件)。月面反射装置は故障の連続でほとんど稼動しなかった[5]。
- 1975年 JA6DRが日本で初めて月面反射通信を行った。
- 2007年12月9日 協定世界時16時26分、アマチュア無線局DF2ZCとDH7FBの間でEarth - International Space Station - Earth CW QSO。国際宇宙ステーション表面の受動反射による交信。144MHzで出力300W、21dBd八木アンテナと、750W、20dBd八木アンテナ使用。[9]

## イベント
ビッグディッシュプロジェクト (big dish project)
- 2007年にKDDI茨城衛星通信センター（茨城県高萩市）廃止を前にKDDIの全面協力のもとJARLが主催した実験である。このイベントの記念局として8N1EMEが免許され、直径32mの巨大商用パラボラアンテナを用い、144MHz帯、430MHz帯、1200MHz帯、5.6GHz帯で運用された。